# Kabardia
El Ducado de la Kabarda, también conocido como Circasia Occidental o Kabardia (en cabardo: Къэбэрдей), fue un país histórico del Cáucaso septentrional que corresponde en parte a la actual Kabardia-Balkaria. Existió como comunidad política desde el siglo XV hasta que quedó bajo control turco a principios del siglo XIX, tras la guerra ruso-circasiana.

## Historia
La región conoció un principio de unidad en la época del fin del reinado del príncipe semilegendario circasiano Inal en el siglo XV. Debido a la falta de tradición nativa de historia escrita, la mayor parte de lo que se conoce de ellos es a través de sus contactos con los rusos, que se remontan a 1475, cuando los turcos capturaron los puertos genoveses en el mar Negro y un poco más tarde con  el exilio ruso de Zacarías Ghisolfi. Al dividirse la Horda de Oro, la zona quedó bajo la amenaza y saqueos periódicos de la Horda de Nogái entre los siglos XV y XVIII. Desde el inicio de ese siglo se convirtieron al islam, pero hasta entonces eran cristianos ortodoxos.
Los cosacos se establecieron en el río Térek alrededor de 1520. Los tártaros de Crimea y los nogayos saqueaban tanto el Cáucaso como a Rusia, por lo que ambos pueblos se convirtieron en aliados naturales. En 1552, los cabardianos enviaron una embajada a Moscú y en 1556, cabardianos y cosacos tomaron el fuerte otomano de Temriuk. Ese mismo año, los moscovitas conquistaron Astracán, lo que les proporcionaba una base a unos 250 km al nordeste de Kabardia. En 1561, María Temryúkovna hija del líder de los cabardianos Temriuk se convertiría en la segunda esposa de Iván el Terrible. En 1567 los rusos fundaron el ostrog Sunzha en la confluencia del río Sunzha en el Térek. Tras el intento infructuoso otomano de recuperar Astracán en la guerra ruso-turca (1568-1570), las tropas en retirada fueron masacradas por los cabardianos. Temriuk moriría en 1570 en combate con los crimeanos. La muerte del líder y las pérdidas rusas en la guerra de Livonia supusieron la pérdida de interés de Rusia en el Cáucaso pese a una nueva alianza en 1588. Rusia no volvería al Cáucaso en prácticamente dos siglos. 
En 1645 un regimiento cosaco se asentó en el Térek, provocando una crisis entre los cabardianos, que se dividieron entre prorrusos y procrimeanos. Los cosacos de Nekrásov, fugitivos de la rebelión de Bulavin se asentaron en la cuenca del río Kubán en 1711 y más cosacos se fueron estableciendo en el Térek (Kizliar fue fundada en 1736). En 1739 Kabardia fue considerada un estado colchón entre el Imperio ruso y el Imperio otomano. En 1744 el príncipe Koltsov y 400 cosacos llegaron para apoyar a la facción prorrusa a mantener el poder, y de nuevo en 1753.
Kabardia pasaría a estar bajo control ruso progresivamente entre 1769 y 1830. Los rusos avanzaron desde el Térek, desde Astracán y desde Azov. Desde 1769 Rusia intervino activamente en el reino de Georgia (finalmente anexionado al Imperio en 1800, para lo que construyó la carretera militar georgiana que atravesaba Kabardia. Los primeros ataques rusos en 1769 se dieron tras la fundación de Mozdok en 1763 con los cabardianos que aceptaron bautizarse junto a su líder Kurgok Kochonkin. Al finalizar la guerra ruso-turca (1768-1774), el tratado de Küçük Kaynarca declaró Kabardia vasalla del Imperio ruso. En 1777 se inició la construcción de la serie de fortalezas y puestos avanzados de la línea defensiva Azov-Mozdok, desde Mozdok a lo largo del río Malka, cortando el acceso a los pastos a los cabardianos. En 1779, se inició una ofensiva exitosa rusa, cuyos principales combates se darían en el río Malka y en el Baksán, que conduciría a la firma de un tratado. Sin embargo, y en parte coincidiendo con la guerra ruso-turca (1787-1792), se daría una rebelión conducida por el jeque checheno Mansur Ushurma, que tras algunos éxitos iniciales (batalla del río Shunza) que provocaron la retirada temporal rusa de Vladikavkaz, sería capturado en 1791 tras la conquista de la fortaleza otomana en Anapa. El serasker otomano Batal Pashá sería derrotado a orillas del río Kubán por las tropas rusas conducidas por Johan von Fersen y se fundaría Ust-Labinsk en la confluencia del Kubán y el río Labá. Para 1793 se habían asentado en la línea defensiva unos 25.000 cosacos.
A principios del siglo XIX una epidemia golpeó el Cáucaso septentrional hasta la década de 1830. Se estima que Kabardia perdió el 90 % de su población, cayendo de 200.000 individuos en 1790 a 30.000 en 1830. En 1804 hubo una rebelión general en todo la Ciscaucasia, derrotada por la superioridad en artillería rusa. Los rusos practicaron una estrategia de destrucción de los asentamientos kabardianos y la fundación de nuevos fuertes rusos en líneas defensivas. En la década de 1820 Alekséi Yermólov condujo una campaña que incidió aún más en la práctica despoblación de la Pequeña Kabardia o Kabardia Menor, tras la que los rusos dominaron completamente el área y se concentraron en la lucha contra Shamil y los guerra ruso-circasiana.
Como parte del Imperio ruso constituiría el ókrug de Kabardia del óblast del Térek. En la Unión Soviética se formó el óblast autónomo de Kabardino-Balkaria en 1922, que en 1936 se convertiría en la República Autónoma Socialista Soviética de Kabardia-Balkaria hasta la disolución del país y la formación de la Federación Rusa.

## Población
Los cabardianos eran la rama más oriental de los pueblos circasianos, entendidos en su sentido más amplio. Ocupaban el tercio central del piedemonte del Cáucaso septentrional. Hacia el norte quedaban las estepas de los pueblos nogayos. Hacia el sur, adentrándose más en las montañas, de oeste a este se hallaban los karacháis, los balkarios, los osetas, los ingusetios y los chechenos. Estos pueblos interactuaban con los cabardianos, pues los montañeses solían descender con su ganado a las tierras bajas para los pastos de invierno. Los tres primeros pueblos son originales de las estepas, pero buscaron refugio en las montañas durante las incursiones mongolas, mientras que ingusetios y chechenos habitan el Cáucaso desde que se conocen.
Al oeste, habitan los abasios, los besleneyevtsy (rama cabardiana emparentada con los adigué) y los circasianos propiamente o adigué. Al este estuvieron en contacto con los cumucos. Las fronteras de la región fluctuaron a la vez que su unidad política y su grado de control sobre las áreas más periféricas. El núcleo de Kabardia era la Gran Kabardia, que se extendía desde el oriente del curso orientado al norte del río Kubán (el curso superior) hasta el este del curso superior del río Térek. Al este se hallaba la Kabardia Menor entre el Térek y el Sunzha en la actual república de Chechenia. De acuerdo al historiador ruso Vasili Potto, en el siglo XVIII los cabardianos eran admirados y copiados por sus vecinos en sus vestidos o modo de montar a caballo. Alekséi Yermólov dijo de los cabardianos que eran los mejores combatientes del Cáucaso pero estaban diezmados por las epidemias.